# .303 British

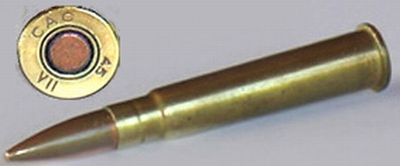
.303 British (Mk VII) z roku 1945

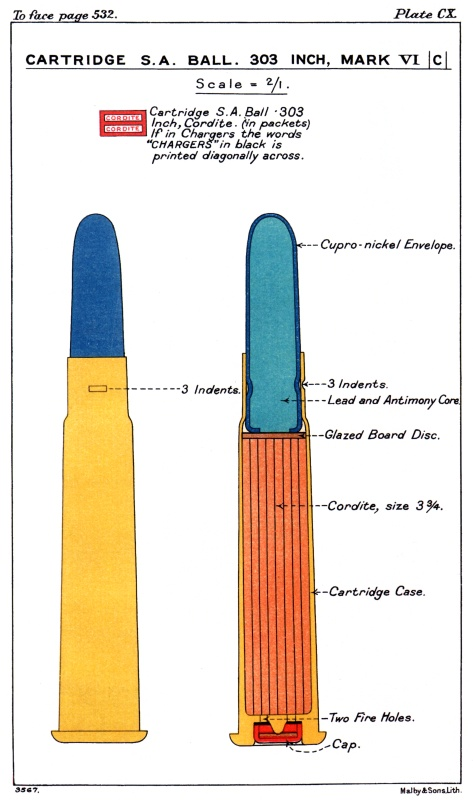
Popis verze Mk VI (1904) se zaobleným projektilem

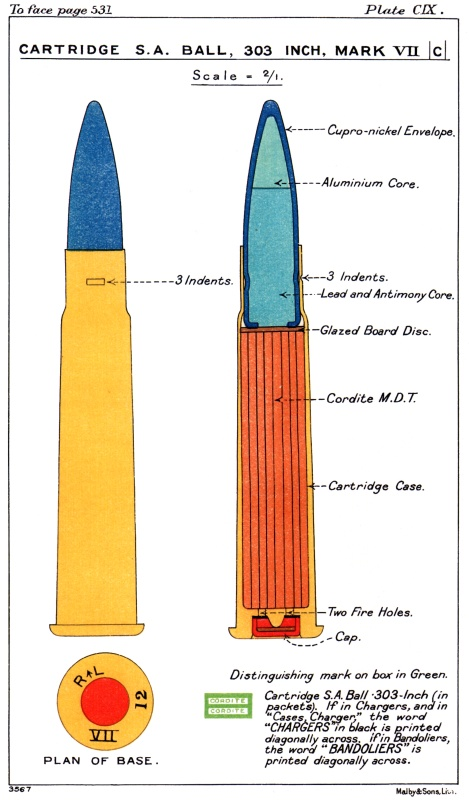
Popis verze Mk VII (circa 1915)

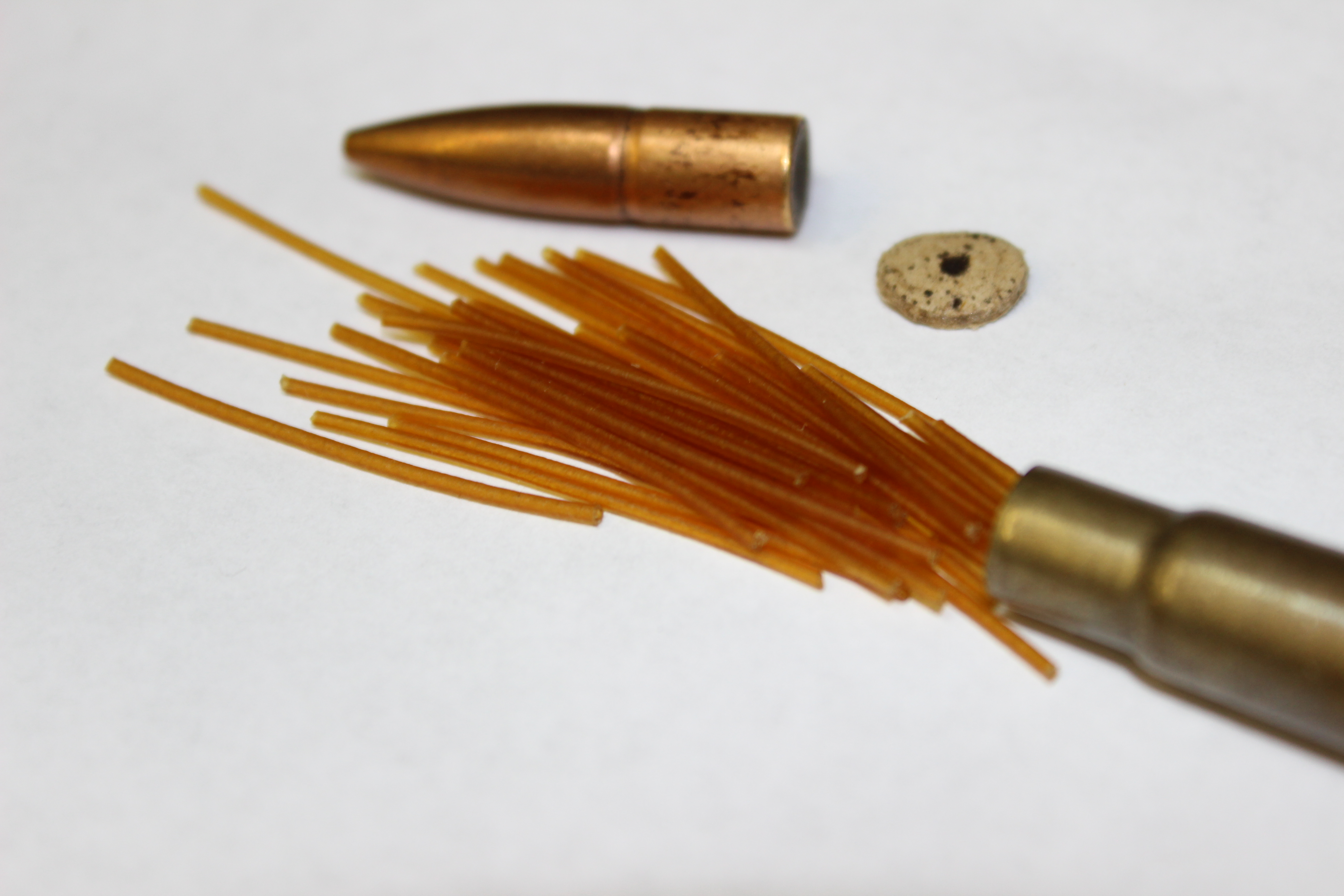
Náboj .303 British plněný korditem

.303 British je nejrozšířenější britský puškový a kulometný náboj. V používání byl od roku 1889 ve většině britských opakovacích pušek a lehkých kulometů až do zavedení standardního náboje 7,62 x 51 mm NATO na počátku 50. let. 

## Vznik
V roce 1888 byla do výzbroje britské armády zavedena puška Lee Metford a v únoru 1889 pro ni přijat náboj, dnes označovaný jako .303 British. Původně byl laborován černým prachem, měl válcovou střelu s oblou špičkou, olověným jádrem a pláštěm z mědiniklu. Střela o hmotnosti 13,76 g měla počáteční rychlost 560 m/s.

## Názvy a varianty
- 303 Bren
- 303 Lee Enfield
- 303 Lee Enfield M.1892
- 303 Lee Metford
- 303 Vickers
- DWM 371, 453, 453A (jako cvičný), 453 B, 453 E
- GR 651
- MK I, MK II, MK III, MK IV, MK V, MK VI, MK VII, MK VIII
- MK IV Z, MK V Z, MK VI Z, MK VII Z, MK VIII Z - varianty se Z znamenají laborování nitrocelulózovým prachem [1]
- 7,7 mm Breda
- 7,7 mm Patrone S.
- 7,7 mm Mark 89
- 7,62x56 R
- 7,7x56 R
- 7,7x56 R Enfield

## Popis vybraných variant
Mk II
- Laborován bezdýmným prachem – korditem. Plnění korditem používáno od roku 1892.

Mk VII provedení C
- Přijat do výzbroje roku 1910. Plněn korditem, střela špičatého ogiválního tvaru s olověným jádrem byla ve špičce odlehčena a vyplněna hliníkem, papírovinou nebo bakelitem. Plášť střely proveden z mědiniklu, tombaku nebo poměděné oceli. Hmotnost střely byla 11,13 g a dosahovala úsťové rychlosti 680 m/s.

Mk VII provedení Z
- Laborován nitrocelulózovým prachem. Biogivální střela s olověným jádrem a tombakovým pláštěm. Náboj byl určen pro kulomety.

B Mk VII (zápalná střela Buckingham)
- Obsahuje zápalnou slož ve špičce střely před olověným jádrem. Náboj označen modrou špičkou střely a modrou spárou kolem zápalky.

P.S.A. Mk I (výbušná zápalná střela Pameroy Mk I)
- Plochá špička střely opatřena rozbuškou na bázi nitroglycerínu. Obal je z mědiniklu.

P.P.S.A. Mk II (výbušná zápalná střela Pameroy Mk II)
- Podobné složení, jako P.S.A. Mk I, jenom špička je oblá.

## Rozměry
- Průměr okraje: 13,72 mm
- Dolní průměr těla nábojnice: 11,68 mm
- Průměr nábojnice na ústí: 8,59 mm
- Průměr střely na ústí nábojnice: 7,94 mm
- Délka nábojnice: 56,44 mm
- Délka náboje: 78,11 mm

## Některé zbraně používající tento náboj

### Pušky
- Lee-Enfield
- Lee–Metford
- Winchester Model 1895

### Kulomety
- Bren
- Lewis
- M1919 Browning
- Vickers

## Civilní použití
Náboj se začal používat po druhé světové válce i pro sportovní a lovecké účely a to hlavně 
v zemích Britského společenství národů. Lovecká provedení mají obvykle střely
9,7 - 13,9g. V Kanadě jej používají lovci i k lovu losů a karibů. 

## Základní parametry náboje
- Pmax = 3650 bar
- PK = 4198 bar
- PE = 4560 bar
- EE = 2910 J